# さいたま市立春里中学校
さいたま市立春里中学校（さいたましりつ はるさとちゅうがっこう）は、埼玉県さいたま市見沼区小深作にある公立中学校。

## 沿革
- 1951年（昭和26年）
  - 2月25日 - 春岡七里村組合立春里中学校創立。
- 1955年 (昭和30年)
  - 1月1日 - 大宮市へ合併。
- 1960年 (昭和35年)
  - 2月25日 - 創立十周年記念式典挙行。
- 1970年 (昭和45年)
  - 4月2日 - 体育館完成。
- 1975年 (昭和50年)
  - 11月22日 - 創立二十五周年記念式典挙行。
- 1977年 (昭和52年)
  - 4月1日 - 七里中学校を分離。
- 1978年 (昭和53年)
  - 8月21日 - プール完成。
- 1990年 (平成2年)
  - 11月27日 - 創立四十周年記念式典挙行。
- 1993年 (平成5年)
  - 12月21日 - 重層体育館完成。
- 1999年 (平成11年)
  - 11月15日 - 創立五十周年記念式典挙行。
- 2001年 (平成13年)
  - 5月1日 - 三市合併に伴い、校名を「さいたま市立春里中学校」へ変更。
- 2009年 (平成21年)
  - 10月30日 - 創立60周年記念講演挙行。

出典：

## 部活動

### 運動部
- 野球部
- サッカー部
- ソフトボール部
- 陸上部
- 男女ハンドボール部
- 男子ソフトテニス部
- 女子ソフトテニス部
- 男子バドミントン部
- 女子バドミントン部
- 男子バレーボール部
- 女子バレーボール部
- 男子バスケットボール部
- 女子バスケットボール部
- 男女卓球部
- 剣道部
- 駅伝部

### 文化部
- 吹奏楽部
- ギターマンドリン部
- 科学部
- 美術部
- 生活部

出典：